# Yolande de Vianden
Yolande de Vianden (en luxembourgeois : Yolanda vu Veianen) (1231–1283) est la plus jeune fille de Henri Ier comte de Vianden et Maguerite, marquise de Namur. À un âge très jeune, elle va rejoindre le monastère dominicain de Marienthal, Luxembourg, contre la volonté de ses parents. Elle en deviendra plus tard la prieure. Elle est maintenant devenue un personnage de légende dans l'histoire de ce pays.

## Biographie
La réputation de Yolande jusqu'au XXIe siècle est principalement la conséquence du poème épique Yolande de Vianden écrit par le frère Hermann von Veldenz, de l'ordre des dominicains, qui un est deux seuls travaux que nous avons de sa main, l'autre étant un document en prose de sa vie.
Le poème rapporte comment, en tant que jeune fille, elle a voulu devenir un nonne contre les projets de ses parents. Précisément, sa mère avait espéré arranger un mariage au noble Walram de Monschau, avec l'objectif de renforcer l'influence des comtes de Vianden, en particulier avec les comtes de Luxembourg. En 1245, lorsque Yolande a passé 14 ans, sa mère, la marquise Marguerite de Courtenay, l'amena à visiter le monastère dominicain de Marienthal, qui en profita pour demander la protection de son cloître et y gagna son admission comme novice.
Un an plus tard, sa mère revint, cette fois accompagnée d'un groupe de plusieurs nobles armés, menaçant de détruire le monastère si Yolande ne lui fut pas rendue. La jeune femme fut convaincue de retourner à Vianden où ses parents tentèrent une fois encore de la convaincre en la gardant au château de Vianden. Mais Yolande resta ferme dans ses convictions. Au contraire, elle fut même renforcée dans ses intentions au travers de discussions avec des frères dominicains renommés tels que Walter von Meisemburg et saint Albertus Magnus. Finalement, même sa mère renonça et accepta que Yolande devait repartir vers Marienthal. En intégrant une vie de prière et de charité, elle s'épanouit dans la vie monastique à travers les années, et fut élue prieure du monastère en 1258. Elle y resta jusqu'à sa mort, 25 ans après, en 1283. Elle sera inhumée dans l'église du monastère.
Sa mère se retira aussi dans ce monastère après la mort de son mari lors d'une croisade (vers 1252).
Il reste très peu de preuves de la vie de Yolande à part un crâne, considéré comme le sien, qui était exposé à l'église des Trinitaires à Vianden. Il disparut à la fermeture du monastère au XVIIIe siècle.
La détermination inébranlable de Yolande de quitter les riches et les privilèges de la noblesse pour une existence d'austérité et de dévouement dans un monastère fut tout aussi sensationnel qu'inspirant. C'est sans doute ce qui explique pourquoi le frère Hermann écrivit l'histoire de sa vie et pourquoi elle devint une figure révérée, par-dessus tout, par les femmes luxembourgeoises.
Elle est célébrée le 17 décembre.

## Poèmes sur le personnage
Il y a deux poèmes qui relatent la vie de Yolande :
- Yolande de Vianden, par le frère Hermann de Veldenz, qui rédigea l'histoire de sa vie en 1290 après sa mort en 1283. Le texte se compose de 5 963 lignes de couplets en rime en francique mosellan du XIIIe siècle qui affiche de proches similarités avec le luxembourgeois moderne. Le récit épique de frère Hermann semble être resté au monastère de Marienthal presque quatre siècles après avoir été écrit. En 1655 l'original, aujourd'hui perdu, a été recopié sur papier par un jésuite belge, Alexander von Wiltheim. Dans la même période, Wiltheim rédigea une vie de Yolande en latin inspiré du moyen haut allemand du frère Hermann. C'est en novembre 1999, que le linguiste luxembourgeois Guy Berg trouva le manuscrit original, maintenant connu sous le nom de Codex Mariendalensis, dans le château d'Ansembourg, très proche de Marienthal. Cela représente une découverte d'importance, l'ouvrage étant considéré comme le plus vieux manuscrit en Luxembourgeois[3].

- Un second poème au sujet de Yolande, par un auteur anglais anonyme, est également récemment sorti de l'ombre. Sous le titre de Iölanda, A tale of the Duchy of Luxembourg (en français : Yolande, Un Conte du Duché de Luxembourg), il fut publié en 1832[4]. L'auteur, dont il prit connaissance de Yolande lors d'une visite du château de Vianden, avait apparemment connaissance de l'écrit de frère Hermann comme il l'explique dans son introduction, pour des raisons romantiques, il en a changé l'histoire pour qu'elle s'achève sur le mariage de Iölanda.